# باغ مهربانیها
باغ مهربانی‌ها کتابی از مصطفی رحماندوست است که در سال ۱۳۶۷ منتشر و در مراسم کتاب سال جمهوری اسلامی ایران به‌عنوان کتاب برگزیده معرفی شد.